# FLIR
前方監視型赤外線装置（forward looking infra-red, FLIR）は、熱線映像装置の一種。
遠赤外線（熱赤外線）を検知して、画像上のピクセルの輝度によって、観測領域の温度分布を表示できる。特性はサーモグラフィーと近いが、モノクロ表示で周囲と温度差のある部分を白（または黒）で強調して表示する。

## 基本原理
常温範囲内の目標は、主として遠赤外線（波長6 - 15マイクロメートル）の領域で熱放射する。FLIRはこの領域の光を検知することで、光源の有無に関わらず使用できるという点で、可視光TV装置や微光暗視装置より優れている。また温度や赤外線放射率によって物体を精査することも可能であることから、植生や偽装による隠蔽への対抗策としても期待できる。
最初期に用いられていた直列処理（serial processing）型のシステムでは、小さな赤外線センサで2次元視野の全域を走査するため、俯仰角方向および方位角方向それぞれ1枚ずつの走査鏡を用いてラスタースキャンを行っていた。このシステムでは、画面解像度は走査線内のサンプル数と平行線の間隔によって決定された。その後、微細加工技術の進歩に伴って赤外線センサが1次元の直線型アレイになると、センサアレイの各素子が1つの角度セグメントを担当し、一連の測定値を取り込むことから、鏡が1枚で済むようになった。このシステムを並列処理（parallel processing）型と称する。更に集積回路化が進み、赤外線センサが焦点面検知素子2次元アレイ（focal plane array, FPA）となると、装置自体の走査機構は省かれ、視野全体を瞬時に取り込めるようになっている。
なお、熱線映像装置には、FLIRのほかに下方監視型赤外線装置（down looking infrared, DLIR）と呼ばれる方式もある。これは航空機などプラットフォームに一次元赤外線ラインスキャナ（IRLS）を設置し、その進行によって画像を構成するものである。また、赤外線捜索追尾システム（IRST）は、目標を画像としてではなく点として認識し、これを追尾する機能に重点を置いているという点で、FLIRとは原則的に異なるものであるが、例えばAN/AAQ-40 EOTSのように、FLIRとIRSTを適宜に切り替えて使用できるシステムも登場している。

## FLIRの用途
- 捜索、救難活動[7][8]
  - 消防活動において煙や壁を透過して生存者を探す
- エンハンスト・ビジョン・システム
- 流域の温度や野生動物の生息地のモニタリング[9]
- エネルギー損失の検出や省エネルギーのための断熱性の検証
- 軍用機における標的捕捉と追尾[10][8]
- 計器飛行 (IFR) における航空機の先導[11]
- 道路上での鹿や他の獣を運転者に警告
- 天然ガスや他のガスの漏れの検出[12]
- 火山活動の監視[13][8]
- 配電盤などの機器内部における過熱部位の検出